# Hypocacculus atrocyaneus
Hypocacculus atrocyaneus är en skalbaggsart som först beskrevs av Schmidt 1888.  Hypocacculus atrocyaneus ingår i släktet Hypocacculus och familjen stumpbaggar. Inga underarter finns listade i Catalogue of Life.